# 俺が愛した馬鹿
『俺が愛した馬鹿』（おれがあいしたばか）は、1985年6月5日に吉田拓郎がリリースしたオリジナル・アルバムである。

## 解説
- アレンジャーに瀬尾一三を迎え、コンピュータによる打ち込みサウンドを前面に出した作品となっている[2]。
- 内ジャケットの葬式の写真や、収録曲の「誕生日」の歌詞から引退疑惑が報じられた。

## 収録曲
- 全作詞・作曲：吉田拓郎（特記以外）編曲：瀬尾一三。

1. 抱きたい　
作曲：加藤和彦
2. 俺が愛した馬鹿
3. 夏が見えれば
  - 「ふざけんなよ」のB面曲。
4. 誕生日
5. ふざけんなよ
  - 日本テレビ系『ニッポン親不孝物語』主題歌
6. 私は誰でしょう
7. LAST KISS NIGHT
作詞：岡本おさみ
8. 男の交差点
作曲：加藤和彦
9. 風になりたい
  - 1976年、川村ゆうこに提供した作品のセルフカバー。

## 参加ミュージシャン
- Synthesizers Programmer on basic tracks：瀬尾一三

Additional Musicians
- Guitar：矢島賢・鳥山雄司・松原正樹・常富喜雄・吉田拓郎
- Keyboards：中西康晴・エルトン永田
- Bass：美久月千晴
- Percussion：ペッカー・滝本秀延
- Chorus：EVE・浜田良美・瀬尾一三・尾形道子
- Synthesizers Operator：梅原篤・森達彦